# چیائو یا
چیائو یا (به انگلیسی: Qiao Ya) ژیمناست زادهٔ ۱۰ ژانویه ۱۹۷۷ میلادی اهل کشور چین است.